# Efeito de Yarkovsky

Efeito de Yarkovsky:
1. Radiação da superfície do asteroide
2. Asteroide em rotação prógrada
2.1 Parte do asteroide aquecida
3. Órbita do asteroide
4. Radiação do Sol

O Efeito de Yarkovsky é uma força que age sobre um corpo em rotação no espaço provocado pela emissão anisotrópica de fótons termais que carregam consigo momentum. Este efeito comumente tem influência significante sobre meteoroides e asteroides (com tamanho entre dez centímetros e dez quilômetros de diâmetro). Este efeito foi descoberto pelo engenheiro civil polonês Ivan Osipovich Yarkovsky (1844-1902) que costumava trabalhar em problemas científicos em seu tempo livre.
O efeito de Yarkovsky é uma consequência do fato de que a mudança de temperatura de um objeto aquecido por radiação leva um certo tempo para ocorrer e, da mesma forma, o corpo leva tempo para resfriar. Isso provoca uma diferença entre a direção da radiação recebida e a direção da radiação térmica retransmitida. Se a rotação é prógrada, a força resultante tende a afastar a órbita do corpo, fazendo-o espiralar gradualmente para longe do Sol. De forma similar, um corpo que possui rotação retrógrada espirala em direção à estrela. 